# Conothele yundingensis
Conothele yundingensis es una especie de araña migalomorfa del género Conothele, familia Halonoproctidae. Fue descrita científicamente por X. Xu, C. Xu & Liu en 2017.
Habita en China. El holotipo hembra mide 18,30 mm.